# The Hague Challenger 1990
Il The Hague Challenger 1990 è stato un torneo di tennis facente parte della categoria ATP Challenger Series nell'ambito dell'ATP Challenger Series 1990. Il torneo si è giocato a L'Aia in Paesi Bassi dal 12 al 18 novembre 1990 su campi in sintetico indoor.

## Vincitori

### Singolare
Anders Järryd ha battuto in finale  Marián Vajda con il punteggio di 6–1, 6–2

### Doppio
Michiel Schapers /  Jan Siemerink hanno battuto in finale  Alexander Mronz /  Andrej Ol'chovskij con il punteggio di 6–3, 7–5